# Daniel Portman
Daniel Porter (Glasgow, 13 de febrero de 1992), más conocido como Daniel Portman. Es un actor británico; interpretó el papel de Podrick Payne en la serie de HBO Game of Thrones.

## Primeros años
Daniel Porter nació el 13 de febrero de 1992 en Glasgow, Escocia. Su padre es el actor Ron Donachie (quien también actuó en Game of Thrones bajo el papel de Rodrik Cassel). Asistió a la Academia Shawlands, donde recibió un "Premio anual" en su último año por jugar rugby. La universidad Reid Kerr College de Paisley, le otorgó un Certificado Nacional Superior (HNC) por actuación.

## Carrera
Portman actúa desde la edad de 16 años. Su primer papel en el cine fue en el 2010 en la película Outcast, en la que interpretó a Paul. Esto fue seguido por un papel en la popular telenovela escocesa, River City. Su segundo papel en el cine fue en la comedia escocesa The Angels' Share. En agosto de 2011, fue anunciado para el papel de Podrick Payne en la galardonada serie de la HBO, Game of Thrones; basada en la serie de novelas escritas por George R. R. Martin: Canción de hielo y fuego. Su interpretación en la serie le valió mucha popularidad y fanes en las redes sociales.

## Filmografía

### Cine
| Año  | Título            | Papel         | Notas |
| ---- | ----------------- | ------------- | ----- |
| 2010 | Outcast           | Paul          | Debut |
| 2012 | The Angels' Share | Francotirador |       |
| 2016 | The Journey       | Cajero        |       |
| 2018 | In the Cloud      | Max Kavinsky  |       |

### Televisión
| Año       | Título          | Papel         | Notas          |
| --------- | --------------- | ------------- | -------------- |
| 2011      | River City      | Darren        |                |
| 2012-2019 | Game of Thrones | Podrick Payne | (35 episodios) |

### Radio
| Año  | Título | Papel  |
| ---- | ------ | ------ |
| 2011 | McLevy | Tamggj |